# Brian Riemer
Brian Riemer  (né le 22 septembre 1978), est un entraîneur de football danois.

## Biographie
Il est nommé entraîneur d'Anderlecht le 2 décembre 2022, succédant à Robin Veldman qui était en poste depuis six matches à la suite du départ de Felice Mazzù,. Riemer rejoint Anderlecht après avoir été l'entraîneur adjoint de Thomas Frank à Brentford pendant quatre ans. Il avait auparavant entraîné dans son pays natal, notamment au FC Copenhague de 2009 à 2018. Ensemble, Frank et Riemer aident Brentford à être promu de Championship en 2021, guidant les Bees vers leur première campagne anglaise de haut vol depuis 1946-1947, Reimer partant à mi-chemin de la deuxième saison de Brentford en Premier League.
La décision de Johan Lange, alors entraîneur adjoint de Copenhague, de prendre Ståle Solbakken lui aux Wolves a vu le nouveau patron du FCK Ariël Jacobs contraint de faire passer Riemer d'entraîneur des U19 à être son assistant pour l'équipe première.